# Llista de mestres de capella de la catedral de Girona
Músics que ocuparen la plaça de mestre de capella a la catedral de Girona. Al llarg dels temps es pogué donar algun encavallament entre mestres, perquè el mestre jubilat retenia la titularitat de la plaça fins a la seva mort, coexistint amb el seu successor que l'exercia de forma interina.
Només a l'Arxiu de la Catedral de Girona es conserven prop de cinc-centes obres pertanyents al primer terç del segle xix.
- ca 1474 Bartomeu Cots
- (1549) Antoni Seguí
- 1630-1642 Tomàs Cirera, primer Mestre per oposicions

- 1650-1652 Joan Baptista Mallado (interí)
- 1652 Francesc Anglasell (interí)
- 1652-1654 Ponç Asperans (o Vilasperans)
- 1654-1656 Joan Baptista Ferrer
- 1656-1663 Josep Mestres
- 1664-1682 Felip Parellada
- 1682-1688 Francesc Soler
- 1688 Josep Torner (interí)
- 1690 Gabriel Argany (interí)
- 1690-1711 Josep Gaz
- 1711-1712 Gaspar Gibert
- 1713 Salvador Campeny
- 1714 Antoni Gaudí
- 1714-1733 Tomàs Milans
- 1735-1774 Emmanuel Gònima
- 1774-1780 Francesc Juncà i Carol
- 1781-1785 Jaume Balius i Vila
- 1785-1790 Domènec Arquimbau
- 1791-1794 Josep Pons i compositor
- 1794-1814 Rafael Compta
- 1815 Antoni Guiu (interí)
- 1816 Josep Quilmetes (interí)
- 1816-1819 Honorat Verdaguer
- 1819 Ramon Bassas (interí)
- 1820-1822 Jaume-Joan Lleys i Agramont
- 1822 Carles Quilmetes (interí)
- 1823-1824 Jaume-Joan Lleys
- 1824 Tomàs Riu (interí)
- 1825-1850 Josep Barba i Bendad. Es suprimeix el benefici que subvencionava la plaça.
- 1851-1860 Joan Carreras i Dagàs (interí)
- 1860-1864 Bernat Papell i Carreras (interí)
- Josep Casademont (interí)
- 1871- Llorenç Lasa i Sebastian
- 1886 Supressió de la capella
- 1887-1919 Restabliment de la capella: Miquel Rué i Rubió
- 1919 Josep Padró (interí)
- 1919-1922 Josep Mas i Biosca (interí)
- 1922-1923 Josep Padró (interí)
- 1923-1946 Joan Perramon i Oliva
- (en el 1997) Joaquim Colomer i Julià